# Opuntia soederstromiana
Opuntia soederstromiana ist eine Pflanzenart in der Gattung der Opuntien (Opuntia) aus der Familie der Kakteengewächse (Cactaceae). Das Artepitheton soederstromiana ehrt Ludovic Söderstrom, den Entdecker der Pflanze.

## Beschreibung
Opuntia soederstromiana wächst strauchig bis baumförmig, ist locker verzweigt und erreicht Wuchshöhen von 0,4 bis 4 Meter. Es wird ein Stamm von bis zu 15 Zentimeter Durchmesser ausgebildet. Die hell- bis dunkelgrünen kahlen, nicht leicht abfallenden, verkehrt eiförmigen bis länglichen, gelegentlich kreisrunden Triebabschnitte sind 16 bis 50 Zentimeter lang und 8 bis 20 Zentimeter breit. Ihre unauffälligen braunen Glochiden sind bis zu 2 Millimeter lang. Die vier bis zwölf ungleichen,  pfriemlichen, abgeflachten, ausgebreiteten, gebogenen und verdrehten, weißlichen bis gelben Dornen vergrauen im Alter. Sie sind 1 bis 6 Zentimeter lang.
Die gelben bis orangefarbenen Blüten werden im Alter rötlich. Sie erreichen eine Länge von 5,5 bis 8 Zentimeter und weisen Durchmesser von 4 bis 5 Zentimeter auf. Die tief genabelten dunkelroten Früchte sind in der Regel mit Dornen oder Borsten besetzt. Sie sind 3 bis 6 Zentimeter lang und besitzen einen Durchmesser von 2,5 bis 4 Zentimeter.

## Verbreitung, Systematik und Gefährdung
Opuntia soederstromiana ist in Ecuador in den Provinzen Imbabura, Pichincha, Cotopaxi, Tungurahua und Chimborazo in Höhenlagen von 1000 bis 3000 Metern verbreitet.
Die Erstbeschreibung durch Nathaniel Lord Britton und Joseph Nelson Rose wurde 1919 veröffentlicht.
In der Roten Liste gefährdeter Arten der IUCN wird die Art als „Least Concern (LC)“, d. h. als nicht gefährdet geführt. Die Entwicklung der Populationen wird als stabil angesehen.

## Nachweise